# Walter Dick (Mediziner, 1899)
Walter Dick (* 1. Juni 1899 in Deutsch Beneschau; † 10. September 1990 in St. Kanzian am Klopeiner See) war ein österreichisch-tschechoslowakisch-deutscher Chirurg und Hochschullehrer.

## Leben
Walter Dick, Sohn eines praktischen Arztes, studierte Medizin an der Karl-Ferdinands-Universität Prag. 1925 wurde er dort als erster Arzt in der Tschechoslowakei sub summis auspiciis praesidentis promoviert. Nach einer Ausbildung in der Pathologie kam er im selben Jahr an die Deutsche Chirurgische Universitätsklinik Prag, wo er sich 1936 habilitierte. Mit einem Staatsstipendium absolvierte er einen längeren Studienaufenthalt beim Neurochirurgen Herbert Olivecrona in Stockholm. 1937 übernahm er (zunächst informell) die Leitung der Deutschen Chirurgischen Universitätsklinik.
1941 wurde Dick zum außerplanmäßigen Professor ernannt. Er war 1942 als leitender Chirurg des Prager Stadtkrankenhauses Bulovka, seinerzeit Prags größte Klinik, an der Notoperation von Reinhard Heydrich beteiligt. Im Jahr 1945 floh er mit seiner Familie in den Westen. 1946 wurde er Leiter des Kärntner Landeskrankenhauses in Klagenfurt, wo er zum Hofrat ernannt wurde. 1950 wurde Dick ordentlicher Professor für Chirurgie an der II. Universitätsklinik in Köln. In seinem Operationssaal herrschte strenges Sprechverbot, wie der von ihm beeinflusste Chirurg Ernst Kern anerkennend berichtet. Von 1955 bis zu seiner Emeritierung 1967 war Dick ordentlicher Professor für Chirurgie an der Universität Tübingen.
Walter Dick gehörte ab 1960 der Leopoldina an.
Sein gleichnamiger Sohn war Professor für Orthopädie an der Universität Basel.